# Associazione mondiale della carta stampata
L'Associazione mondiale della carta stampata, in inglese World Association of Newspapers (WAN), è un'associazione non profit, non governativa costituita da 76 associazioni nazionali di giornalismo, 12 agenzie di stampa, 10 organizzazioni regionali di media e redattori e giornalisti in 100 paesi.
Fondata nel 1948, l'associazione rappresenta più di 18 000 pubblicazioni in cinque continenti. I giornali rappresentano circa un business di 190 miliardi di dollari USA con 1,6 miliardi di lettori al giorno. I giornali veicolano pubblicità con la percentuale seconda al mondo (29,8%), superiore a bilancio combinato di radio, all'aperto (sul suolo pubblico ecc.), cinema, riviste e internet. 
Combinato con le riviste periodiche, la stampa è il mezzo di pubblicità più grande del mondo con una quota del 42 per cento.

## Obiettivi
Gli scopi principali sono:
- difendere e promuovere la libertà di stampa e l'indipendenza economica dei giornali come una condizione essenziale per tale libertà.
- sostenere lo sviluppo editoriale della carta stampata nel mondo e promuovere comunicazioni e i contatti tra i redattori di giornali di diverse regioni e culture.
- promuovere la cooperazione tra le organizzazioni aderenti, a livello nazionale, regionale o mondiale.

Nel perseguimento di tali obiettivi, la World Association of Newspapers:
- rappresenta l'industria della carta stampata in tutte le discussioni internazionali su questioni riguardanti i media, per difendere entrambi gli interessi della libertà di stampa e quelli professionali e di business dell'editoria;
- promuove uno scambio in tutto il mondo di informazioni e di idee sulla produzione di giornali migliori e più redditizi;
- si oppone alle restrizioni di tutti i tipi sul libero flusso delle informazioni, sulla circolazione dei giornali e sulla pubblicità;
- si batte vigorosamente contro le violazioni e gli ostacoli della libertà di stampa;
- aiuta i giornali nei paesi in via di sviluppo, attraverso la formazione e altri progetti di cooperazione;
- aiuta mettendo a disposizione canali legali, materiali e umanitari a editori e giornalisti vittime del crimine;

## Panoramica
WAN è membro della International Freedom of Expression Exchange, una rete globale di organizzazioni non governative che monitora le violazioni alla libertà di espressione in tutto il mondo e difende i giornalisti, scrittori, gli utenti di Internet e altri che sono perseguitati per esercitare il loro diritto alla libertà di espressione.
Appartiene anche all'IFEX Tunisia Monitoring Group, una coalizione di 16 gruppi di libera espressione che cerca di far pressione sul governo della Tunisia per migliorare i suoi standard relativi ai diritti umani.
WAN coopera strettamente in certi campi con l'Associazione europea di editori di giornali European Newspaper Publishers Association, un'associazione regionale con sede a Bruxelles.
Il 19 giugno 2009, il presidente di WAN Gavin O'Reilly ha rivelato in un'intervista col blogger Huffington Post Faisal j. Abbas, che World Association of Newspapers (WAN) ha accettato di fondersi con IFRA, l'associazione leader a livello mondiale per l'editoria dei giornali e media, basata in Germania, che conta più di 3000 membri in 70 paesi.

## Attività
Attraverso il suo progetto per "plasmare il futuro del giornale" (Shaping the Future of the Newspaper) WAN:
- identifica e analizza le tendenze dei mezzi di comunicazione, nuove tecnologie, nuovi modelli di business, distribuzione multicanale e l'impatto della convergenza dei vari media, ecc.;

Attraverso il progetto "divisione eventi e formazione" (Training & Events Division) WAN:
- aiuta a giornali ad aumentare lettori e sostenere e aumentare i ricavi pubblicitari e altri attraverso viaggi di studio, seminari, pubblicazioni e così via;

Attraverso il progetto "Forum editoria mondiale" (World Editors Forum) WAN:
- offre opportunità per i capi redazione dei notiziari per lo scambio di idee e informazioni sul business della carta stampata.

Attraverso il progetto "fondo per lo sviluppo della libertà di stampa" (The Fund for Press Freedom Development) WAN:
- promuove la crescita dei giornali liberi e indipendenti nei paesi in via di sviluppo attraverso la formazione e le altre forme di assistenza.

Attraverso il programma "giornali nei programmi educativi" (Newspapers in Education programme) WAN:
- organizza la cooperazione internazionale per incoraggiare la cultura della lettura giornali attraverso la creazione e lo sviluppo di attività N.I.E. in tutto il mondo.

La  World Association of Newspapers ha un formale status consultivo per rappresentare l'industria della carta stampata presso l' UNESCO, le Nazioni Unite e il Consiglio d'Europa.

## Premio
WAN amministra e gestisce il «Golden Pen of Freedom Award», un prestigioso premio che va a un giornalista o ad una organizzazione internazionale che ha dato un contributo eccezionale per la difesa e la promozione della libertà di stampa.

## Monitoraggio dei giornalisti assassinati
Sin dal 1998, WAN ha mantenuto i conteggi annuali dei dipendenti dei media uccisi nel mondo. L'anno peggiore è il record del 2006, quando 110 dipendenti di vari media morirono nell'adempimento dei propri compiti.

## Organigramma di WAN
Chief Executive Officer o amministratore delegato è  Christoph Riess.
Il presidente di WAN è Gavin O'Reilly,  Chief Operating Officer (simile al Direttore generale) di  Independent News and Media plc. con sede in Irlanda.
Il tesoriere è Fred Arp,  Chief Financial Officer (simile al direttore finanziario) di  Telegraaf Media Group nei Paesi Bassi.
Un elenco completo dei dirigenti e membri del consiglio può essere trovato all'indirizzo https://web.archive.org/web/20091208053816/http://www.wan-press.org/article1718.html.